# Russian Roulette
A Russian Roulette a német heavy/power metal zenekar az Accept 1986-ban megjelent albuma. Ezt az albumot is a Dierks stúdióban vették fel, de az együttes inkább önmaga látta el a produceri feladatokat, mint sem visszahozzák Dieter Dierks producert. Ez volt az utolsó Accept album, amelyikben Udo Dirkschneider énekelt, egészen az együttes újraegyesüléséig és az 1993-as Objection Overruled album megjelenéséig.
A Russian Roulette megjelenésével visszatér az Accept a sötétebb, nehezebb hangra ellentétben az előző Metal Heart albumukkal. Wolf Hoffmann magyarázata az együttes döntésére: „Talán megpróbáltunk visszatérni a természetes és nem a csiszolt hangzásunkhoz ezzel az albummal. Nem igazán voltunk boldogok a csiszolt és tisztán megszólaló Metal Heart albummal. Én nagyon boldog voltam a gitárjátékommal a felvételen, és a részeimmel is nagyon elégedett voltam, de úgy emlékszem az együttes egész hangulata nem ilyen volt abban az időben, és nem akartuk hogy újra Dieter Dierks legyen a producerünk, mint a Metal Heart albumon.” 
A digitálisan újrakevert kiadás bónusz számokként tartalmazza a Metal Heart és a Screaming For A Love-Bite koncert verzióit, amiket a Kaizoku-Ban albumról tettek át erre.

## Számok listája
- T.V. War
- Monsterman
- Russian Roulette
- It's Hard to Find a Way
- Aiming High
- Heaven Is Hell
- Another Second to Be
- Walking in the Shadow
- Man Enough to Cry
- Stand Tight

## Közreműködők
- Udo Dirkschneider – ének
- Wolf Hoffmann – gitár
- Jörg Fischer – gitár
- Peter Baltes basszusgitár
- Stefan Kaufmann – dob

## Helyezések
Album - Billboard (Észak Amerika)
| Év   | Lista             | Helyezés |
| ---- | ----------------- | -------- |
| 1986 | The Billboard 200 | 114      |

## Külső hivatkozások
- dalszövegek